# Чжэнхэ
Чжэнхэ́ (кит. упр. 政和, пиньинь Zhènghé) — уезд городского округа Наньпин провинции Фуцзянь (КНР).

## История
Во времена империи Сун в 1000 году был создан уезд Гуаньли (关隶县). На 5-м году правления под девизом «Чжэнхэ» (1115 год) он был переименован в Чжэнхэ.
После образования КНР в 1949 году был создан Специальный район Цзяньоу (建瓯专区), и уезд вошёл в его состав. В сентябре 1950 года Специальный район Цзяньоу был переименован в Специальный район Цзяньян (建阳专区). В 1956 году Специальный район Цзяньян был присоединён к Специальному району Наньпин (南平专区).
В феврале 1960 года уезд был передан в состав Специального района Фуань (福安专区), где был объединён с уездом Сунси в уезд Сунчжэн (松政县). В августе 1962 года уезд Сунчжэн был вновь разделён на уезды Сунси и Чжэнхэ.
В июле 1970 года уезд был возвращён в состав Специального района Наньпин и опять объединён с уездом Сунси в уезд Сунчжэн.
В 1971 году Специальный район Наньпин был переименован в Округ Цзяньян (建阳地区).
В марте 1975 года уезд Сунчжэн был вновь разделён на уезды Сунси и Чжэнхэ.
Постановлением Госсовета КНР от 24 октября 1988 года власти округа были переведены из уезда Цзяньян в городской уезд Наньпин, и Округ Цзяньян был переименован в Округ Наньпин (南平地区).
Постановлением Госсовета КНР от сентября 1994 года округ Наньпин был преобразован в городской округ.

## Административное деление
Уезд делится на 1 уличный комитет, 4 посёлка и 5 волостей.

## Экономика
Уезд является крупным производителем белого чая; площадь чайных плантаций здесь составляет около 7333 га. По итогам 2020 года объём производства чая в Чжэнхэ составил 16,3 тыс. тонн.
Площадь бамбуковых лесов в уезде Чжэнхэ составляет более 30 тыс. га, здесь насчитывается более 220 предприятий по переработке бамбука и изготовлению бамбуковых изделий (чайные сервизы, посуда, мебель, шкатулки, лампы, бамбуковый уголь). Продукция из Чжэнхэ продается по всему Китаю и экспортируется в более чем 70 стран и регионов, в том числе в Юго-Восточную Азию, Европу и США. В 2023 году объем производства бамбуковой промышленности уезда составил почти 6,8 миллиарда юаней.

## Достопримечательности
- Старинная деревня Янъюань[4]